# Gao Gang
Gao Gang (ur. 25 października 1905, zm. 17 sierpnia 1954) – chiński polityk komunistyczny. Od 1926 roku członek KPCh. W latach 30. kierował niewielkim, kontrolowanym przez chińskich komunistów obszarem Bao’an w prowincji Shaanxi, gdzie zakończył się Długi Marsz. Okazując lojalność Mao, Gao przetrwał pierwsze czystki w partii. W 1945 roku został członkiem KC i Biura Politycznego KPCh.
W 1946 roku został wysłany do Mandżurii, wyzwolonej rok wcześniej spod japońskiej okupacji przez armię sowiecką. W 1949 roku został szefem partii w regionie Dongbei. Działając na tyłach chińskich ochotników walczących w wojnie koreańskiej, Gao zadbał o ich odpowiednie zaopatrzenie. 
Jako rządzący Dongbei nawiązał również dobre stosunki ze Stalinem, dzięki któremu region ten uzyskał od ZSRR pomoc ekonomiczną, której Stalin generalnie skąpił Chinom. Pamiątką po tej wyjątkowej współpracy jest Park Stalina w Harbinie – ewenement na skalę całych Chin, w których Stalin nie cieszył się kultem. Według źródeł radzieckich Gao miał swego czasu proponować Stalinowi oderwanie Mandżurii od Chin i przyłączenie jej jako kolejnej republiki do ZSRR.
Współpracując z ZSRR Gao Gang sprowadził na siebie podejrzenia Mao, który uważał, że w Dongbei powstała swego rodzaju "sowiecka kolonia". W 1952 roku został szefem Centralnej Komisji Planowania ChRL i rok później przeniósł się do Pekinu. Zyskał w ten sposób pozycję nr 6 w partyjnej hierarchii, ale jednocześnie został również odcięty od swej bazy. Podczas IV Plenum 7 KC w lutym 1954 roku nieoczekiwanie wydalony z partii i aresztowany pod zarzutem przygotowania spisku w celu przejęcia władzy. Fakt jego aresztowania i zarzuty podano do publicznej wiadomości dopiero w marcu 1955 roku wraz z informacją, że popełnił samobójstwo w więzieniu.
Po dojściu do władzy Deng Xiaopinga rehabilitowano w latach 80. szereg polityków potępionych za czasów maoizmu. Gao Gangowi rehabilitacji jednak odmówiono, a Deng potwierdził, że jego wydalenie z partii było uzasadnione.